# Ооржак, Менги Нагаан-оолович
Ооржак, Менги Нагаан-оолович (род. 8 января 1975) — поэт, переводчик, член Союза писателей Республики Тыва, член Союза писателей России, член Правления Союза писателей Тувы (с 2014), председатель Ассоциации учителей родного языка и литературы Республики Тыва (с 2016), соавтор учебников для 9-10 класса «Тувинская литература», победитель «Национальной литературной премии»

## Биография
Менги Нагаан-оолович Ооржак родился 8 января 1975 г. в местечке Устуу-Чээгой сумона Бай-Тал Бай-Тайгинского района Республики Тыва. Начальную школу закончил в селе Бай-Тал. Выпускник Тээлинской средней школы № 1 (1992), филологического факультета Кызылского государственного педагогического института (1999). Был стипендиатом премии им. профессора Ш. Сата (1997). Работал корреспондентом в редакциях газет «Тыва Республика», «Содействие-Деткимче», учителем Уюкской средней школы Пий-Хемского кожууна. Учитель тувинского языка и литературы Туранской средней школы с 2001 года.

## Творчество
Литературную деятельность начал в конце 1990-х годов. Его стихи были опубликованы на страницах республиканских газет, журнала «Улуг-Хем», антологии «Оттук даштары». Был членом литературной студии «Волна». В 1999 году вышел первый сборник стихов на тувинском языке — «Чөпшүл дең». Автор сборников стихов «Послушная лампадка» (1999), «Ледник» (1998), методического пособия «Как написать сочинение» (2003). Знакомство и дружба с тувинскими художниками, музыкантами и писателями Эдуардом Мижитом, Александром Даржаем, Черлиг-оолом Кууларом, Николаем Кууларом, Сайлыкмаа Комбу, Марией Кужугет оказали большое влияние на творчество поэта. Перевел на тувинский язык стихи алтайских, японских поэтов, новеллы монгольских писателей, «Повесть жестоких лет» Ч. Калзана, «Сынару» М. Бедушева, «Финикийский корабль» В. Яна. Участник семинара молодых писателей «Эхо Саян» (Кызыл, 2004). Автор рабочих тетрадей «Хөглүг үннер»/ «Веселые звуки», «Сөстер оюну»/ «Игра слов», «Дыңнаксанчыгтывачугаа»/«Мой тувинский язык», «Үжүктер таалыңы»/ «Сундук азбуки». О творчестве Менги писали критики и писатели М.Хадаханэ, У.Донгак, Н.Куулар, К.Черлиг-оол, Ш.Монгуш, Р.Донгак и другие. Член Союза писателей Республики Тыва (с 2004 г.). Член Союза писателей России (с 2004 г.)

### Основные публикации
- Ооржак, М. Н. Чөпшүл дең: шүлүктер чыындызы / М. Н. Ооржак; ред. А. А. Даржай, Э. Б. Мижит. — Кызыл : Аныяк, 1999. — 46 ар.[15]
- Ооржак, М. Н. Чогаадыг бижиириниң аргалары / Туранның № 2 школазы; М. Н. Ооржак. — Кызыл, 2003. — 26 ар.[16]
- Ооржак, М. Н. Меңги: шүлүктер, чечен чугаалар, очулгалар чыындызы / М. Н. Ооржак; ред.: Э. Б. Мижит, Ч. Ч. Куулар, С. А. Сыргашева. — Кызыл: «Улуг-Хем» сеткүүлү, 2008. — 168 ар.
- Ооржак, Менги Нагаан-оолович. Үжүктер таалыңы : школа назыны четпээн уруглар өөредир албан черлеринге төрээн (тыва) чугаа сайзырадырынга немелде өөредилге ному : Тыва Республиканың өөредилге болгаш эртем яамызы сүмелээн : 0+ / Менги Нагаан-оолович Ооржак ; Национал школа хөгжүдер институт. — Кызыл : Национал школа хөгжүдер ин-т, 2019. — 25 с. : ил., цв. ил.; 26 см; ISBN 978-5-904864-90-3 : 5000 экз.[17]
- Ооржак, Менги Нагаан-оолович. Хөглүг үннер : школа назыны четпээн уруглар өөредир албан черлеринге төрээн (тыва) чугаа сайзырадырынга немелде өөредилге ному : Тыва Республиканың өөредилге болгаш эртем яамызы сүмелээн : 0+ / Менги Нагаан-оолович Ооржак ; Национал школа хөгжүдер институт. — Кызыл : Национал школа хөгжүдер ин-т, 2019. — 24 с. : ил., цв. ил.; 26 см; ISBN 978-5-904864-95-8 : 5000 экз.[18]
- Ооржак, Менги Нагаан-оолович. Сөстер оюну : школа назыны четпээн уруглар өөредир албан черлеринге төрээн (тыва) чугаа сайзырадырынга немелде өөредилге ному : Тыва Республиканың өөредилге болгаш эртем яамызы сүмелээн : 0+ / Менги Нагаан-оолович Ооржак ; Национал школа хөгжүдер институт. — Кызыл : Национал школа хөгжүдер ин-т, 2019. — 24 с. : ил., цв. ил.; 26 см; ISBN 978-5-904864-91-0 : 5000 экз.[19]
- Ооржак, Менги Нагаан-оолович. Дыңнаксанчыг тыва чугаа : школа назыны четпээн уруглар өөредир албан черлеринге төрээн (тыва) чугаа сайзырадырынга немелде өөредилге ному : Тыва Республиканың өөредилге болгаш эртем яамызы сүмелээн : 0+ / Менги Нагаан-оолович Ооржак ; Национал школа хөгжүдер институт. — Кызыл : Национал школа хөгжүдер ин-т, 2019. — 24 с. : ил., цв. ил.; 26 см; ISBN 978-5-904864-93-4 : 5000 экз[20]
- Доржу, Клара Бүрбүлдеевна, Ооржак, Менги Нагаан-оолович. Тыва чогаал. Тыва шүлүк чогаалы. Тыва чечен чугаа. 10 класс [Текст] : ниити өөредилге черлериниң гуманитарлыг профилинге шенелде өөредилге ному / К. Б. Доржу, М. Н. Ооржак, А. Б. Суктар ; Тыва Республиканың Өөредилге болгаш эртем яамызы, Национал школа хөгжүдер ин-т. — Кызыл : Национал школа хөгжүдер ин-т, 2013. — 191, [1] с. : табл.; 22 см; ISBN 978-5-904864-39-2[6]
- Доржу, Клара Бурбулдеевна, Ооржак, Менги Нагаан-оолович. Тыва чогаал. 9 класс. Тыва улустуң аас чогаалы. Тыва шүлүк чогаалы [Текст] : ниити өөредилге черлериниң гуманитарлыг профилинге шенелде өөредилге ному / К. Б. Доржу, М. Н. Ооржак, А. Б. Суктар ; Тыва Республиканың өөредилге болгаш эртем яамызы, Национал школа хөгжүдер ин-т. — 1-е изд. — Кызыл : Национал школа хөгжүдер ин-т, 2012. — 191 с.; 22 см; ISBN 978-5-7655-0757-5[7]

## Награды, достижения
- 2006 — лауреат премии Главы Пий-Хемского кожууна в номинации «Лучший классный руководитель, работающий в инновационном режиме»[2].
- 2007 — обладатель гранта Главы администрации кожууна за инновационную педагогическую деятельность[3].
- 2009 — Почетная грамота МО и науки Российской Федерации в рамках ПНП «Образование» — победитель конкурса лучших учителей РФ[11]
- 2010 — обладатель диплома II степени кожуунного профессионального конкурса «Лучший учитель тувинского языка и литературы».
- 2013 — соавтор учебника для 9-10 класса «Тувинская литература» в рамках республиканской экспериментальной площадки[7].
- 2014 — Член Правления Союза писателей Тувы.
- 2015 — Победитель кожуунного и республиканского профессионального конкурса «Всероссийский мастер-класс учителей родных, включая русский, языков-2015»[12].
- 2015 — Победитель номинации «Учитель года-2015» на вечере «За честь школы-2015».
- 2015 — Победитель Всероссийского конкурса «Всероссийский мастер-класс учителей родных, включая русский, языков-2015». (Москва, 2015)[3].
- 2016 — Председатель Ассоциации учителей родного языка и литературы Республики Тыва[5].
- 2019 — Почетная грамота Главы Республики Тыва[21][22]